# John Cooper (atleta)
John Cooper   (Bromyard, 18 de desembre de 1940 - París, 3 de març de 1974) fou un atleta anglès, especialista en curses de tanques, que va competir durant la dècada de 1960.
El 1964 va prendre part en els Jocs Olímpics d'Estiu de Tòquio, on va disputar dues proves del programa d'atletisme. En ambdues, els 400 metres tanques i els 4x400 metres, guanyà la medalla de plata. En els 4x400 metres formà equip amb Adrian Metcalfe, Timothy Graham i Robbie Brightwell. Quatre anys més tard, als Jocs de Ciutat de Mèxic, quedà eliminat en sèries en la cursa dels 400 metres tanques.
En el seu palmarès també destaca una medalla de bronze a les Universíades de 1961 i una altra medalla de bronze, competint amb Anglaterra, en els Jocs de l'Imperi Britànic i de la Comunitat de 1966.
Va morir en l'accident del vol 981 de Turkish Airlines al bosc d'Ermenonville, prop de París, el 3 de març de 1974.

## Millors marques
- 400 metres llisos. 47.6" (1964)
- 400 metres tanques. 50.1" (1964)[3]